# Sting: At the Movies
At the Movies – album płytowy Stinga stanowiący kompilację jego utworów wykorzystanych w filmach.

## Spis utworów
1. De Do Do Do, De Da Da Da (Ostatnia amerykańska dziewica, 1982)
2. I Burn For You (Syrop z siarki i piołunu, 1982)
3. Need Your Love So Bad (Party Party, 1983)
4. Englishman In New York (Anglik w Nowym Jorku, 1988)
5. Someone To Watch Over Me (Osaczona, 1987)
6. Demolition Man (Człowiek demolka, 1993)
7. Shape Of My Heart (Trzy serca, 1993; Leon zawodowiec, 1994)
8. All For Love (Trzej muszkieterowie, 1993)
9. The Secret Marriage (Cztery wesela i pogrzeb, 1994)
10. This Cowboy Song (Na granicy ryzyka, 1994)
11. It's Probably Me (Zabójcza broń 3, 1992)
12. Angel Eyes (Zostawić Las Vegas, 1995)
13. Moonlight (Sabrina, 1995)
14. My One And Only Love (Zostawić Las Vegas, 1995)
15. Fragile (The Living Sea, 1995)
16. Murder By Numbers (Psyhopata, 1995)
17. Valparaiso (Sztom, 1996)